# Spoy (Côte-d'Or)
Spoy é uma comuna francesa na região administrativa da Borgonha-Franco-Condado, no departamento de Côte-d'Or. Estende-se por uma área de 12,3 km². Em 2010 a comuna tinha 403 habitantes (densidade: 32,8 hab./km²).